# نبردناو میرابو
نبردناو میرابو (به انگلیسی: French battleship Mirabeau) یکی از ۶ کشتی کلاس دانتون و دریدنوت است که در دهه اول قرن ۲۰ام برای ارتش فرانسه ساخته شد. درازای این نبردناو ۱۴۴٫۹ متر (۴۷۵ فوت ۵ اینچ) بود. این کشتی  در سال ۱۹۰۹  به احترام  کنت دو میرابو، یکی از رهبران انقلاب فرانسه ساخته شد.